# Juncus militaris
Juncus militaris är en tågväxtart som beskrevs av Jacob Bigelow. Juncus militaris ingår i släktet tåg, och familjen tågväxter. Inga underarter finns listade i Catalogue of Life.